# Clupeosoma margarisemale
Clupeosoma margarisemale là một loài bướm đêm trong họ Crambidae.